# Lijst van beelden in Schagen
Dit is een (onvolledige) chronologische lijst van beelden in Schagen. Onder een beeld wordt hier verstaan elk driedimensionaal kunstwerk in de openbare ruimte van de Nederlandse gemeente Schagen, waarbij beeld wordt gebruikt als verzamelbegrip voor sculpturen, standbeelden, installaties, gedenktekens en overige beeldhouwwerken.
| Geplaatst    | Omschrijving                                    | Kunstenaar                       | Straat                                | Plaats            | Materiaal                     | Afbeelding |
| ------------ | ----------------------------------------------- | -------------------------------- | ------------------------------------- | ----------------- | ----------------------------- | ---------- |
| 1931/1998    | De Visserman III                                | Anna op 't Landt                 | Dorpsplein                            | Callantsoog       | brons                         |            |
| 1948         | Oorlogsmonument                                 | Onbekend                         | Splitsing Dorpsstraat en Posthoorn    | Warmenhuizen      | Baksteen en natuursteen       |            |
| circa 1950   | Gedenknaald 1940-1945                           | onbekend                         | Plein 1945                            | Petten            | bakstenen van 18e-eeuwse kerk |            |
| 1960         | De zaaier                                       | onbekend                         | De Boomgaard 9                        | Schagen           |                               |            |
| 1963         | Bloem                                           | onbekend                         | De Boomgaard 9                        | Schagen           |                               |            |
| 1968         | Nereïde op Triton                               | Nic Jonk                         | Jewelstraat 8, dorpstraat             | Callantsoog       |                               |            |
| 1971         | De houtbewerker                                 | Slavomir Miletić                 | Witte Paal 1                          | Schagen           |                               |            |
| 1973         | De Ark                                          | Piet Schoenmakers                | Jozef Israëlstraat 4                  | Schagen           |                               |            |
| 1978 of 1979 | Ridder Magnus                                   | Onbekend                         | Slotplein 1                           | Schagen           |                               |            |
| 1983         | Vliegersmonument                                | Marinus Schiffer                 | Raadhuisstraat                        | Dirkshorn         | propeller op stenen voetstuk  |            |
| 1989         | Opvliegende Reiziger                            | Rob Cerneüs                      | Melle Komrijstraat                    | Schagen           |                               |            |
| 1996 of 1998 | Opvliegende vogels                              | Cor Dam                          | Julianalaan 4c                        | Schagen           |                               |            |
| 2000         | Schaap met lammeren                             | Siem Wardenaar                   | Markt                                 | Schagen           |                               |            |
| 2000         | Micro Kosmos                                    | Ton Zwerver                      | Kaagweg                               | Schagen           |                               |            |
| 2000         | Focus point                                     | Frans en Marja de Boer Lichtveld | Haringhuizerweg, hoek Provinciale weg | Schagen           |                               |            |
| 2001         | De Poort en het Schip                           | Frans Hage                       | Het Schip                             | Schagen           |                               |            |
| 2001         | Prof.Dr. Gerard P. Kuiper                       | Gosse Dam                        | Kuiperstraat / Dorpsstraat            | Tuitjenhorn       |                               |            |
| 2002         | Doorkijkvis                                     | Harold Bergfeld                  | Veersloot                             | Dirkshorn         | metaal                        |            |
| 2003         | Engel                                           | Caius Spronken                   | De Spreng                             | Schagen           |                               |            |
| 2003         | De Sporters                                     | Rob Houdijk                      | Theresiaplein/Doorbraak               | Warmenhuizen      | Brons                         |            |
| 2004         | Westfries danspaar                              | Siem Wardenaar                   | Muziektuin                            | Schagen           |                               |            |
| 2005         | Symbol                                          | Ank van der Horst                | Landbouwstraat/Plantsoen              | Schagen           |                               |            |
| 2005         | Meisje met katten                               | Rob Houdijk                      | Miede                                 | Schagen           |                               |            |
| 2005         | Jongen met hond                                 | Rob Houdijk                      | De Slenk / De Vaart / De Wetering     | Schagen           |                               |            |
| 2007         | Schager stier                                   | Siem Wardenaar                   | Slotplein                             | Schagen           |                               |            |
| 2008         | Vertrekkende Ganzen                             | Theo Mulder                      | Regioplein                            | Schagen           |                               |            |
| 2008         | Jan Schouw                                      | Onbekend                         | Wilgenlaan 1a                         | Schagen           |                               |            |
| 2008         | Urban Cowboy                                    | Wessel de Ruijter                | Langestraat                           | Schagen           |                               |            |
| 2011         | Gezellig Aanzitten                              | Romee Kanis                      | Chopinstraat                          | Schagen           |                               |            |
| 2012         | KX-B Memorial                                   | onbekend                         |                                       | Petten            | steen en brons                |            |
| 2014         | Zwaan                                           | Rini Klaver                      | Dorpsplein                            | Callantsoog       | brons                         |            |
| 2016         | Siemen en Agieplein 2016                        | Rob Houdijk                      |                                       | Warmenhuizen      | steen en brons                |            |
| onbekend     | Monument voor Gerrit Pater                      | onbekend                         | De Loet 14                            | Schagen           |                               |            |
| onbekend     | Vrouwe Justitia                                 | onbekend                         | Torenstraat                           | Schagen           |                               |            |
| onbekend     | Opvliegende reiger                              | Rob Corneüs                      | Alie Postmastraat                     | Schagen           |                               |            |
| onbekend     | Heilig Hartbeeld                                | onbekend                         | Dorpsstraat 179                       | Warmenhuizen      | Zandsteen                     |            |
| onbekend     | Heilige Ursula                                  | Rino van Voorbergen              | Dorpsstraat 91                        | Warmenhuizen      | Zandsteen                     |            |
| onbekend     | Wapen van Schagen                               | onbekend                         | Schagen                               | Gedempte Gracht 2 | Zandsteen                     |            |
| onbekend     | Reliëf met afbeelding Koppelpoort in Amersfoort | onbekend                         | Raadhuisstraat                        | Dirkshorn         | steen                         |            |
| onbekend     | man                                             | onbekend                         | tuin museum Surmerhuizen              | Eenigenburg       | steen                         |            |

1. ↑  Bron:Maarten Beks,"Beelden uit de lucht gegrepen", pag 68
2. ↑  Bron: Piet Augustijn en Dr.Lloyd W. Benjamin III: "Frans & Marja de Boer Lichtveld", pag.194
3. ↑  Elk voormalig dorp in Zijpe heeft nu een zwaan. www.nhnieuws.nl. Geraadpleegd op 6 januari 2025.